# 勢不兩立
《勢不兩立》是台灣女歌手鄧麗君的首張個人粵語專輯，1980年12月由香港寶麗多唱片發行。單曲〈風霜伴我行〉為無线電視中篇電視劇《勢不兩立》主題曲。〈結識你那一天〉為華語歌曲〈甜蜜蜜〉的粵語版。〈向日葵〉改編自日曲〈北の旅〉(さとう宗幸 1978年原唱) ，粵語版原唱是關正傑 (收錄於1979年出版的「天龍訣」大碟中)。

## 曲目
1. 風霜伴我行
2. 忘記他
3. 雪中情
4. 一水隔天涯
5. 向日葵
6. 檳城豔
7. 我心裡邊
8. 結識你那一天
9. 一揮衣袖
10. 浪子心聲[1]
11. 相思淚